# 生名村

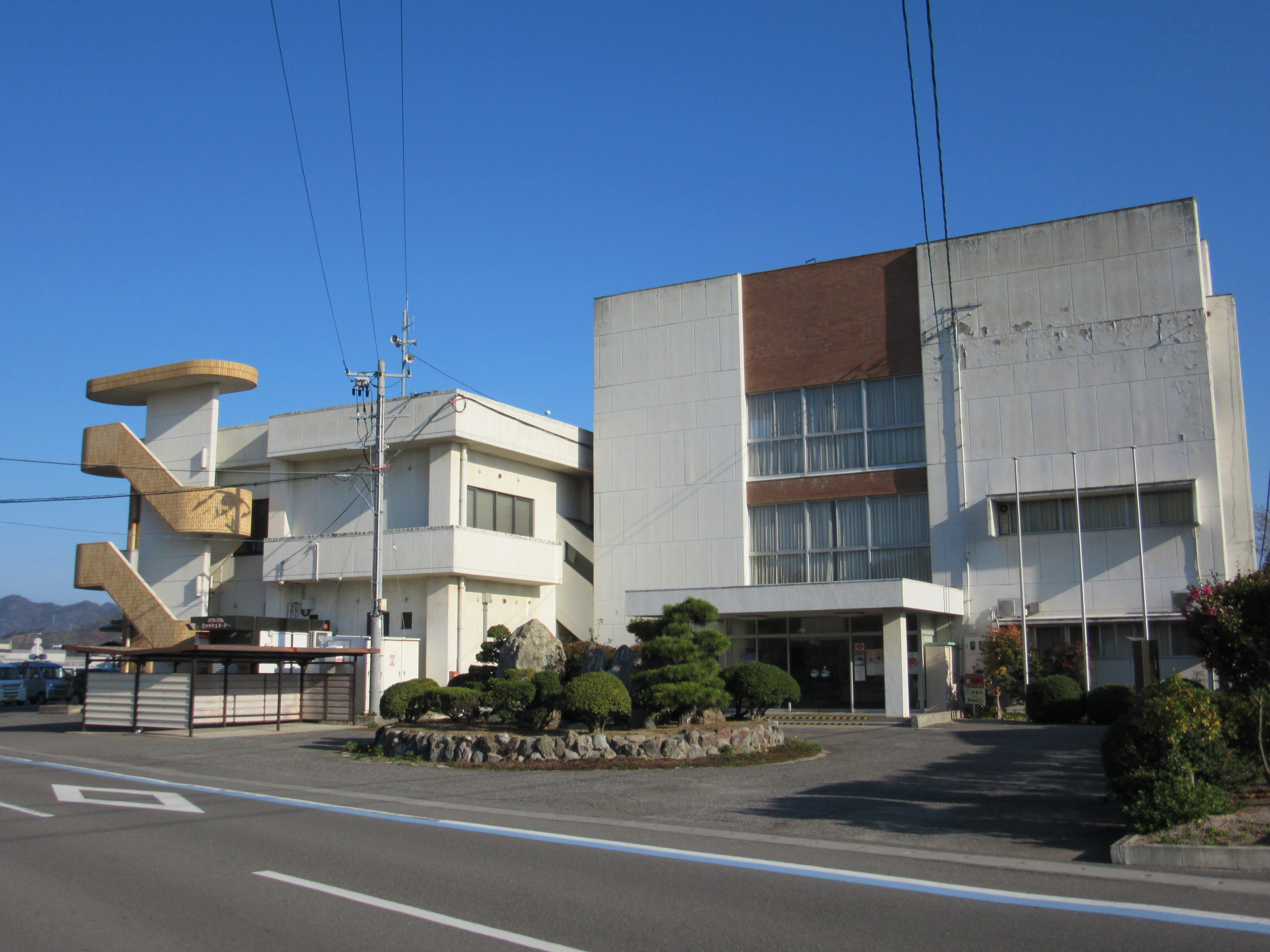
上島町生名支所（旧生名村役場）

生名村（いきなむら）は、かつて愛媛県の東予地方にあった村。越智郡に属した。
2004年（平成16年）に弓削町、岩城村、魚島村との1町3村の合併により上島町となり、地方自治体としての歴史は閉じた。
下記以外の詳細については生名島の記事を参照のこと。

## 地理
今治市と、広島県尾道市のほぼ中央に位置していた。芸予諸島に属する有人島の生名島と、無人島の平内島（へないしま）、鶴島、坪木島、亀島（竹島）、能小島、大島、小島および甑島（こしきしま）の9島からなる。なお、生名島の東部にある厳島と呼ばれる半島部は、もとは独立した島だったが、大正末期の埋め立てで生名島と陸続きになった。
総面積は3.87km²であった（生名島3.67km²、平内島0.10km²、鶴島0.08km²など）。
離島ではあるがすぐ近くの因島へのフェリーの便数も頻繁に運航されていた。

### 村名の由来
「生名」の「名」は古語で魚を意味しており、「生きた魚を獲る島」であったことが由来ではないかと日本地名研究所の所長を務めた谷川彰英が指摘している。
一方、愛媛県市町村要覧の記載では、「朝鮮半島から海を越えてやってきた人々の命名によるらしい。『イキ』は古代朝鮮語で『善・好・美・上等』などを意味し、『ナ』は『国・土地』を意味する。」とある。
室町時代には「生奈」と、戦国時代には「生那」とも書いた。

## 歴史
- かつては松山藩の流刑地であった。

- 1889年（明治22年）12月15日 - 町村制施行により越智郡生名村が成立。
- 2004年（平成16年）10月1日 - 弓削町、岩城村、魚島村と合併して上島町となる。

```
生名村の系譜
（町村制実施以前の村）　（明治期）（昭和の合併）　（平成の合併）
　　　　　　　　　　　　町村制施行時
生名━━━━━━━━生名村━━━━━━━━━━━┓平成16年10月1日　　　　　　　　　　　　　　　　　 
                                                ┃　　新設合併
　　　　　　　　      　　　　　　魚島村━━━━╋━━上島町
　　　　　　　　　　　　　　　　　弓削町━━━━┫
                                  岩城村━━━━┛
（注記）魚島村以下の町村の合併以前の系譜はそれぞれの町・村の記事を参照のこと。

```

## 行政
歴代村長
- 田尾紀（たお　ただす）

庁舎
越智郡生名村621番地の1（当時の表記）に所在。1984年度（昭和59年度）建築
キャッチフレーズ
「自然いきいき人もいきいき　いきな村」
まちづくりのキャッチフレーズとして「スポーツ合宿村」を掲げていた
第三セクター
株式会社いきなスポレク　1997年設立

### 町村合併

#### 昭和期
昭和20年代末から30年代初期にかけての昭和の大合併当時は生名村では東隣に位置し実質的に経済圏に含まれる等経済的な結びつきが強いことから、因島市との合併を志向する動きもあった。しかし越県合併となり、行政事務上の障害も多く実を結ばなかった。その結果、いわゆる昭和の大合併は経験していない。
1953年（昭和28年）町村合併促進法（ 法律第258号昭和28年9月1日）が公布されるなど、全国的に地域住民の自治意識が高まり町村合併のうねりが生じるなか、当地でも同年9月に上島諸島の4町村の議会において対応を開始。1954年（昭和29年）6月合併促進協議会設置議案を各町村議会に上程、同7月「弓削町、岩城村、生名村及び魚島村合併促進協議会」を設置。1955年（昭和30年）2月「新町建設五ヶ年計画」を確認、建設計画の順位、新庁舎の設置場所、財産処分案等を協議、12月には住民意思のとりまとめを実施した。結論は翌年2月に持ち越し、最終的な努力を払うことを確認。
しかしながら、4町村は一枚岩であったわけではなく、1956年（昭和31年）2月岩城村は合併効果に疑問を持っただけでなく、財政上独行できるとして反対。生名村も、旧来からの行政上の結びつきの強い上島4町村合併と狭い海峡を隔てたすぐ先にあり、産業都市として発展している因島市との合併の両論があり議論収束せず、態度決定には至らなかった。
同年7月、生名村は上島合併か因島合併かを問う住民投票を実施、結果は因島合併希望954人、上島合併希望197人、無効24人と圧倒的に因島合併支持であった。これを受け、8月生名村議会は「因島市生名村合併促進協議会」を設置、上島合併促進協議会からの脱退を議決、脱退届を提出。これを受けた他町村は上島合併促進協議会解散の方向を確認、9月には各町村議会で解散を議決。これで上島4町村での合併は事実上なくなった。
因島市との合併に向け生名村では議会が因島市への編入合併を議決。因島市議会側も受け入れを可決。10月には生名村境界変更に関する処分申請書を愛媛県に提出、しかしながら愛媛県は（前代未聞の越県合併であり）受理を拒否。11月に生名村が直接自治庁に申請書を提出したが不調に終わった。
翌1957年（昭和32年）1月愛媛県が上島地区合併促進特別委員会を設置し再考を促すものの、各町村の意見は次のとおりであった。
- 弓削町　愛媛広島の県境にある特殊性を考慮したうえで、上島地区合併問題には終止符を打つ。将来、道州制などの実施の折には、県境合併を考える。
- 魚島村　4か町村ならいつでも応ずる用意がある。
- 岩城村　規模の大きな合併を望む。同じ合併なら（西隣で人口も多い）伯方町としたい。
- 生名村　経済上のつながりもあって、因島市合併以外には考えられない。

愛媛県は断続的に生名村の説得を試み、周辺町村も生名村の因島合併を追認・支持する動きは生じなかった。このため、生名村議会も1957年（昭和32年）7月に残留を決議するに至った。
かくして、生名村にとって4か町村、因島市との合併とも実現を見なかった。島民・村民のなかにはこの結果に不満を抱く者も居り、しばらくは論争が続いた。
当時の事情として、県境をまたぐことの事務的煩雑さ、県としてのメンツのほか、漁業権の問題等も複雑にからみあっていたとされる。

#### 平成の大合併
平成の大合併に際しては、一旦は弓削町、岩城村、魚島村とともに広島県因島市との県境を越えた合併を目指して「因島・上島諸島連携交流協議会」が2000年5月に設置された。因島市との合併を志向する背景としては、村内在住の従業者の7～8割が因島への通勤であることが挙げられる。また、愛媛県が2000年10月に示した合併の試案では、越智郡の16市町村(朝倉村、玉川町、波方町、大西町、菊間町、吉海町、宮窪町、伯方町、魚島村、弓削町、岩城村、上浦町、大三島町、関前村)とともに今治市に合併する案とともに、弓削町、岩城村、魚島村と合併する副案が示された。また、2001年1月に県が明らかにした「基本パターン」では2000年の試案通りの今治市を核とした16市町村での合併、「参考パターン」では2000年の試案で副案として示された4町村での合併が合併推進綱領に盛り込まれることとなった。2002年2月25日の第2回合併問題検討首長会で2001年に示された「参考パターン」で合併を目指すことが決まった。2003年11月4日には、合併後の新町名が「上島」「愛北」「芸予上島」「伊予上島」の4候補から選定され、「上島」となることが決定された。2004年2月26日に調印され、合併が成立した。

## 教育
高等学校
村内に高等学校はない。
中学校
生名村立生名中学校
小学校
生名村立生名小学校